# Sinoamerikaner

Anteil der Chinesen nach Bundesstaat (2010)

Sinoamerikaner sind Einwohner der Vereinigten Staaten, die entweder in China geboren wurden oder (zumeist han-)chinesische Vorfahren haben (s. a. Auslandschinesen). Im Jahr 2000 gab es etwa 2,3 Millionen Sinoamerikaner, was etwa 22,4 Prozent aller asiatischen US-Amerikaner entsprach. Beim Zensus 2010 war die Anzahl auf 3,8 Millionen gestiegen. Im Jahr 2016 wurde eine Chinesische Bevölkerung von 4,9 Millionen gezählt, was ca. 1,5 % der US-amerikanischen Gesamtbevölkerung entspricht.
In San Francisco, New York City, Los Angeles, Houston und vielen anderen amerikanischen Großstädten lebte bis zur Mitte des 20. Jahrhunderts ein großer Teil der örtlichen chinesischen Bevölkerung in eigenen Stadtvierteln, den sogenannten Chinatowns.

## Geschichte

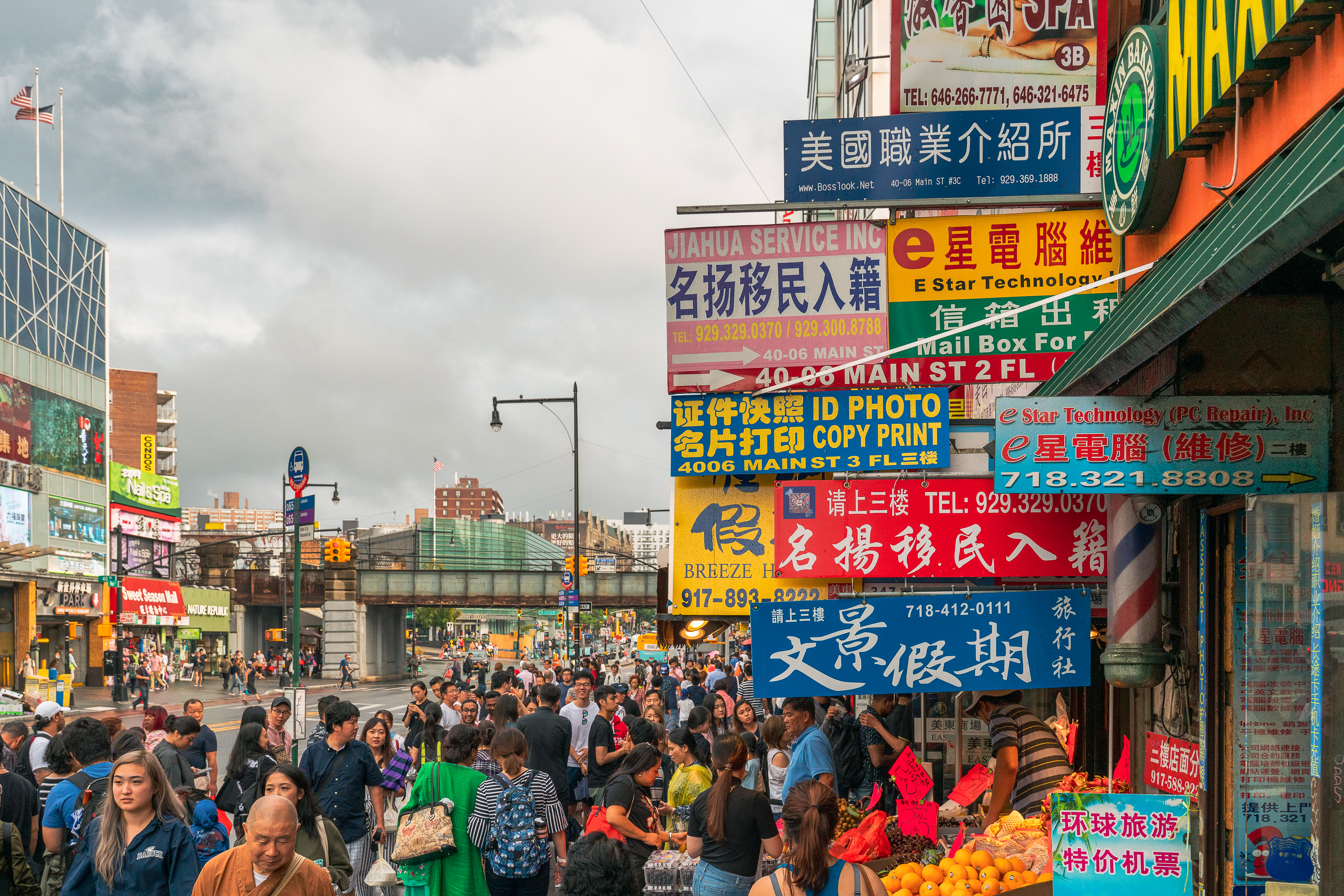
Chinatown von Queens, New York City

Die erste Einwanderungswelle erfolgte ab 1848 während des kalifornischen Goldrausches. Um 1880 lebten etwa 130.000 Chinesen in den USA, die Mehrzahl von ihnen in Kalifornien, wo sie vor allem im Eisenbahn- und Bergbau arbeiteten. Viele weiße Arbeiter sahen in ihnen unerwünschte Konkurrenten und Lohndrücker.

1882 wurde die Einwanderung aus China vom Kongress im Chinese Exclusion Act für zunächst zehn Jahre verboten; später wurde diese Regelung durch den Geary Act verlängert. Erst 1943 durften Chinesen wieder in die Vereinigten Staaten einwandern (→ Magnuson Act). Eine große Community von Sinoamerikanern existiert auch in Hawaii; vgl. Geschichte der Chinesen in Hawaii.
Seit 1990 kam es zu einer verstärkten Zuwanderung von Chinesen aus der Volksrepublik China. Besonders Studenten und hochqualifizierte Arbeitskräfte wanderten temporär oder dauerhaft ein. Auch zahlreiche Han-Chinesen aus Taiwan und Südostasien sind im 20. und 21. Jahrhundert in die USA eingewandert.

## Soziale Lage
Die Sinoamerikaner haben in der Mehrheit trotz der lange Zeit gegen sie vorhandenen Diskriminierung erfolgreich den sozialen Aufstieg geschafft und gehören überwiegend der Mittelschicht an. Laut der Volkszählung von 2021 haben chinesisch-amerikanische Haushalte ein Medianeinkommen in Höhe von 93.007 US-Dollar, höher als das landesweite Haushaltseinkommen von 69.717 Dollar. Laut Statistiken aus dem Jahr 2021 haben 58,6 % aller chinesischen Amerikaner mindestens einen Bachelor-Abschluss, verglichen mit 35,0 % auf nationaler Ebene und 56,4 % für alle asiatisch-amerikanischen Gruppen.
Die „Tiger-Mama“ Amy Chua brachte den Erfolg der Chinesen in den USA mit der hohen Priorisierung des Bildungserfolgs innerhalb der Minderheit in Verbindung.

## Statistik der chinesischen Bevölkerung in den Vereinigten Staaten (1840-heute)

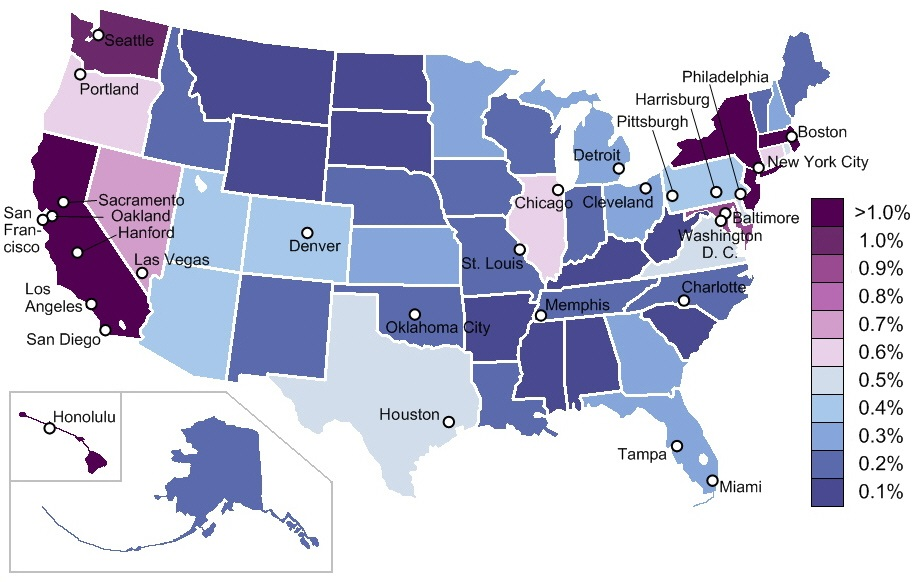
Chinesischer Bevölkerungsanteil in den US-Bundesstaaten (Stand: 2000); Standorte der größten Chinatowns der USA.

Die chinesische Bevölkerung der USA (einschließlich Personen mit gemischt-ethnischer Herkunft):
| Jahr | Einwohner gesamt | davon chinesischer Herkunft | Anteil |
| ---- | ---------------- | --------------------------- | ------ |
| 1840 | 17.069.453       |                             |        |
| 1850 | 23.191.876       | 4.018                       | 0,02 % |
| 1860 | 31.443.321       | 34.933                      | 0,11 % |
| 1870 | 38.558.371       | 64.199                      | 0,17 % |
| 1880 | 50.189.209       | 105.465                     | 0,21 % |
| 1890 | 62.979.766       | 107.488                     | 0,17 % |
| 1900 | 76.212.168       | 118.746                     | 0,16 % |
| 1910 | 92.228.496       | 94.414                      | 0,10 % |
| 1920 | 106.021.537      | 85.202                      | 0,08 % |
| 1930 | 123.202.624      | 102.159                     | 0,08 % |
| 1940 | 132.164.569      | 106.334                     | 0,08 % |
| 1950 | 151.325.798      | 150.005                     | 0,10 % |
| 1960 | 179.323.175      | 237.292                     | 0,13 % |
| 1970 | 203.302.031      | 436.062                     | 0,21 % |
| 1980 | 226.542.199      | 812.178                     | 0,36 % |
| 1990 | 248.709.873      | 1.645.472                   | 0,66 % |
| 2000 | 281.421.906      | 2.432.585                   | 0,86 % |
| 2010 | 308.745.538      | 3.794.673                   | 1,23 % |
| 2020 | 331.449.281      | 5.400.000                   | 1,63 % |